# きたざわけんじ
きたざわけんじ（1971年 - ）は、日本のイラストレーター。
長野県上田市出身。武蔵野美術大学短期大学部デザイン科空間演出デザイン専攻を卒業。
2006年よりイラストレーターとして活動を開始。
大阪発のdigmeoutとつながりがある。
2009年より毎年4月に個展 「さくら色のかぜ」 を東京の HBギャラリー にて開催。

## 主な仕事
CMおよび動画
- 『東京往復スーパー早特きっぷ』（JR西日本）
- 『Eco Action Together !』（森ビル）

広告
- 『SONY Building アートウォール』（SONY）
- 『ANA機内誌 翼の王国』（大和ハウス工業）
- 『新山口駅に「垂直の庭」、完成。』（山口市）

屋外広告（壁画）
- 『地下鉄表参道駅Ａ２出入口 工事現場囲い アップルストア表参道店オープン』（ダイワハウス）
- 『イオン市川妙典店 三番街 2F 連絡通路 リニューアルオープン』（イオン）
- 『川越 氷川神社 工事仮囲い板塀壁画』（川越氷川神社）

カレンダー
- 『TOYOTA 2021カレンダー』（トヨタ）
- 『YAGI 2018カレンダー』（ヤギ）
- 『YAGI 2019カレンダー』（ヤギ）
- 『YAGI 2020カレンダー』（ヤギ）
- 『YAGI 2021カレンダー』（ヤギ）

パッケージ
- 『瀬戸内からの贈り物』（アヲハタ）
- 『瀬戸田みかんジュース』（アヲハタ）
- 『名鉄バス 愛知淑徳大学線 ラッピングバス』（愛知淑徳大学）
- 『Lipton 中容量紙パック おしゃべりSUMMERキャンペーン』（リプトン）
- 『Blendy #GO ボトルコーヒー』（AGF）

グッズ
- 『master-piece“きたざわけんじ”メッセンジャーバッグ』（MSPC PRODUCT (master-piece)）
- 『&MO' design カップ＆プレート』（&MO' design）
- 『GUNZE BODYWILD インナーウェア『 サマパン 』』（グンゼ）

会社案内
- 『The Truth』（本田技研工業）
- 『MITSUI SOKO』（三井倉庫ホールディングス）

パンフレット
- 『Futaba』（二葉）
- 『音脈』（東京文化会館）
- 『What is Specialty?』（ファイザー）
- 『エプサイト フォトセミナー』（セイコーエプソン）
- 『西大和学園中学校・高等学校　学校案内』（学校法人西大和学園）

書籍装画
- 『ランナー』（あさのあつこ）
- 『帰宅部ボーイズ』（はらだみずき）
- 『希望（仮）』（花村萬月）
- 『ゲームセットにはまだ早い』（須賀しのぶ）
- 『屋上のウインドノーツ』（額賀澪）

月刊誌表紙
- 『まいにちイタリア語』（NHK出版）
- 『My Vision』（ベネッセコーポレーション）
- 『こころの科学』（日本評論社）

ウェブサイト
- 『みんなが笑顔になる世の中へ。』（KDDI）

など